# Deutsche Mountainbike-Meisterschaften
Die Deutschen Mountainbike-Meisterschaften werden vom deutschen Radsportverband BDR ausgerufen und jährlich an wechselnden Orten ausgetragen. Es finden Wettbewerbe in den Disziplinen Cross-Country (olympisch),  Short Track, Four Cross, Downhill, Marathon, Eliminator, Enduro, Pumptrack und E-Mountainbike statt. Die einzelnen Disziplinen werden meist nicht an einem Ort und Wochenende ausgefahren, sondern jede Disziplin bzw. zum Teil auch einzelne Klassen an einzelnen Orten.

## Geschichte
1987 gab es in Garmisch-Partenkirchen das erste wichtige deutsche Mountainbike-Rennen. Daraus entwickelte sich der vom deutschen Sponsor Grundig jahrelang geförderte Grundig World Cup. Es gab auch einen Deutschen Grundig Cup, in dessen Rahmen auch die deutsche Meisterschaft stattfand.
Im Downhill wird die deutsche Meisterschaft meist im Rahmen der nationalen Rennserie (erst Multivan Cup, dann Downhill Bundesliga, dann MTB Rider Cup und heute iXS German Downhill Cup) ausgetragen.
2014 wurde erstmals in der Disziplin Enduro eine DM ausgeschrieben. Seit 2020 werden Deutsche Meisterschaften in der Disziplin E-Mountainbike ausgetragen, seit 2022 auch im Short Track und im Pumptrack.

## Austragungsorte
| Jahr | Cross-Country                                       | Downhill             | Dual/4Cross                                          | Marathon                     | Eliminator/XCE      | Enduro                   | Pumptrack |
| ---- | --------------------------------------------------- | -------------------- | ---------------------------------------------------- | ---------------------------- | ------------------- | ------------------------ | --------- |
| 2024 | Obergessertshausen                                  | Ilmenau              | ?                                                    | Orscholz                     | Ravensburg          | Willingen (Upland)       | Erlangen  |
| 2023 | Albstadt                                            | Willingen            | Wolfach                                              | Singen (Hohentwiel)          | Hausach             | Winterberg               | Essen     |
| 2022 | XCO: Bad Salzdetfurth/ XCC: Titisee-Neustadt        | Ilmenau              | -                                                    | Titisee-Neustadt             | -                   | Willingen (Upland)       | Heubach   |
| 2021 | Gedern                                              | Bellwald (Schweiz)   | -                                                    | Singen (Hohentwiel)          | -                   | Treuchtlingen            |           |
| 2020 | Obergessertshausen / Nachwuchs: Gedern/ E-MTB: Daun | Steinach (Thüringen) | abgesagt                                             | Hirschberg an der Bergstraße | abgesagt            | abgesagt                 |           |
| 2019 | Wombach / Nachwuchs: Wombach                        | Thale                | Eisenhüttenstadt                                     | Daun                         | Wombach             | Willingen (Upland)       |           |
| 2018 | St. Ingbert / Nachwuchs: St. Ingbert                | Bad Tabarz           | Heidenheim                                           | Hirschberg an der Bergstraße | Kirchzarten         | Rabenberg (Breitenbrunn) |           |
| 2017 | Bad Salzdetfurth / Nachwuchs: Bad Salzdetfurth      | Ilmenau              | Gomaringen                                           | Gruibingen                   | Bad Salzdetfurth    | Willingen (Upland)       |           |
| 2016 | Wombach / Nachwuchs: Wombach                        | Bad Tabarz           | Eisenhüttenstadt                                     | Saalhausen                   | Bodenmais           | Schöneck/Vogtland        |           |
| 2015 | Saalhausen / Nachwuchs: -                           | Todtnau              | Reutlingen                                           | Furtwangen                   | Essen               | Altenau                  |           |
| 2014 | Bad Säckingen / Nachwuchs: Hausach                  | Albstadt             | Waldsassen                                           | St. Ingbert                  | Saalhausen          | Schöneck/Vogtland        |           |
| 2013 | Bad Salzdetfurth                                    | Bad Wildbad          | Wolfach                                              | Münsingen (Württemberg)      | Singen (Hohentwiel) |                          |           |
| 2012 | Bad Säckingen                                       | Ilmenau              | Bad Wildbad                                          | Singen (Hohentwiel)          | Kirchzarten         |                          |           |
| 2011 | Albstadt                                            | Bad Wildbad          | Pößneck                                              | St. Ingbert                  |                     |                          |           |
| 2010 | Bad Salzdetfurth                                    | Rittershausen        | Schwalmstadt                                         | Biebertal                    |                     |                          |           |
| 2009 | St. Märgen / Nachwuchs: Schotten                    | Bad Wildbad          |                                                      | Garmisch-Partenkirchen       |                     |                          |           |
| 2008 | St. Märgen                                          | Tabarz               | Wilthen                                              | Singen                       |                     |                          |           |
| 2007 | Wetter an der Ruhr                                  | Ilmenau              | Willingen                                            | St. Ingbert                  |                     |                          |           |
| 2006 | Albstadt                                            | Bad Wildbad          | ausgefallen                                          | Oberammergau                 |                     |                          |           |
| 2005 | Albstadt                                            | Bischofsmais         | Markgröningen / Sigmaringen / Bischofsmais           | Münsingen                    |                     |                          |           |
| 2004 | Hagen (Sundern)                                     | Todtnau              | 4 versch. Orte                                       | Kirchzarten                  |                     |                          |           |
| 2003 | Bischofsmais                                        | Bischofsmais         | Merxhausen/Solling, Bischofsmais, und 2 weitere Orte |                              |                     |                          |           |
| 2002 | Schopp / Nachwuchs: Ellmendingen                    | Bad Wildbad          |                                                      |                              |                     |                          |           |
| 2001 | Liesen                                              | Bad Wildbad          |                                                      |                              |                     |                          |           |
| 2000 | Birkenfeld                                          | Tabarz               |                                                      |                              |                     |                          |           |
| 1999 | Altenberg                                           | Elkeringhausen       |                                                      |                              |                     |                          |           |
| 1998 | Schopp                                              | Todtnau              |                                                      |                              |                     |                          |           |
| 1997 | Gammelsbach                                         | Bühlertal            |                                                      |                              |                     |                          |           |
| 1996 | Hagen (Sundern)                                     | Tabarz               |                                                      |                              |                     |                          |           |
| 1995 | Schopp                                              | Gammelsbach          |                                                      |                              |                     |                          |           |
| 1994 | Liesen                                              | Liesen               |                                                      |                              |                     |                          |           |
| 1993 | St. Wendel                                          | Mayen                |                                                      |                              |                     |                          |           |
| 1992 | Fürstengrund                                        |                      |                                                      |                              |                     |                          |           |
| 1991 | Bad Hindelang                                       |                      |                                                      |                              |                     |                          |           |
| 1990 | Kirchzarten                                         |                      |                                                      |                              |                     |                          |           |

## Cross Country olympisch

### Palmarès Männer
| Jahr | Meister               | Vize                  | Dritter               |
| ---- | --------------------- | --------------------- | --------------------- |
| 2024 | Luca Schwarzbauer     | David List            | Maximilian Brandl     |
| 2023 | Maximilian Brandl -4- | Leon Kaiser           | Georg Egger           |
| 2022 | Maximilian Brandl -3- | Luca Schwarzbauer     | Niklas Schehl         |
| 2021 | Manuel Fumic -6-      | Niklas Schehl         | Georg Egger           |
| 2020 | Maximilian Brandl -2- | Marcel Meisen         | Manuel Fumic          |
| 2019 | Maximilian Brandl     | Ben Zwiehoff          | Markus Schulte-Lünzum |
| 2018 | Manuel Fumic -5-      | Georg Egger           | Ben Zwiehoff          |
| 2017 | Manuel Fumic -4-      | Simon Stiebjahn       | Georg Egger           |
| 2016 | Markus Schulte-Lünzum | Moritz Milatz         | Christian Pfäffle     |
| 2015 | Manuel Fumic -3-      | Markus Schulte-Lünzum | Moritz Milatz         |
| 2014 | Markus Schulte-Lünzum | Manuel Fumic          | Markus Bauer          |
| 2013 | Moritz Milatz -4-     | Wolfram Kurschat      | Markus Schulte-Lünzum |
| 2012 | Manuel Fumic -2-      | Jochen Käß            | Robert Mennen         |
| 2011 | Moritz Milatz -3-     | Wolfram Kurschat      | Robert Mennen         |
| 2010 | Moritz Milatz -2-     | Jochen Käß            | Torsten Marx          |
| 2009 | Wolfram Kurschat -2-  | Moritz Milatz         | Jochen Käß            |
| 2008 | Manuel Fumic          | Moritz Milatz         | Wolfram Kurschat      |
| 2007 | Wolfram Kurschat      | Manuel Fumic          | Johannes Sickmüller   |
| 2006 | Moritz Milatz         | Lado Fumić            | Jochen Käß            |
| 2005 | Lado Fumic -6-        | Manuel Fumic          | Wolfram Kurschat      |
| 2004 | Lado Fumic -5-        | Wolfram Kurschat      | Stefan Sahm           |
| 2003 | Lado Fumic -4-        | Carsten Bresser       | Stefan Sahm           |
| 2002 | Lado Fumic -3-        | Manuel Fumic          | Jochen Käß            |
| 2001 | Lado Fumic -2-        | Jochen Käß            | Marc Hanisch          |
| 2000 | Lado Fumić -1-        | Marc Hanisch          | Carsten Bresser       |
| 1999 | Wolfram Kurschat      | Lado Fumić            | Thomas Hierlwimmer    |
| 1998 | Ralph Berner          | Wolfram Kurschat      | Axel Rein             |
| 1997 | Carsten Bresser       | Mike Kluge            | Martin Hollerbach     |
| 1996 | Mike Kluge -2-        | Ralph Berner          | Martin Hollerbach     |
| 1995 | Marc Hanisch          | Carsten Bresser       | Hartmut Bölts         |
| 1994 | Ralph Berner          | Hartmut Bölts         | Mike Kluge            |
| 1993 | Mike Kluge            | Ralph Berner          | Hartmut Bölts         |
| 1992 | Robert Martin         | Ralph Berner          | Mike Kluge            |
| 1991 | Jürgen Sprich -2-     | Volker Krukenbaum     | Uli Rottler           |
| 1990 | Jürgen Sprich -1-     | Jürgen Eckmann        | Volker Krukenbaum     |

### Palmarès Frauen
| Jahr | Meisterin                | Vize               | Dritte             |
| ---- | ------------------------ | ------------------ | ------------------ |
| 2024 | Lia Schrievers           | Ronja Eibl         | Nina Benz          |
| 2023 | Leonie Daubermann -3-    | Lia Schrievers     | Ronja Eibl         |
| 2022 | Leonie Daubermann -2-    | Lia Schrievers     | Nadine Rieder      |
| 2021 | Leonie Daubermann        | Ronja Eibl         | Nina Benz          |
| 2020 | Elisabeth Brandau -3-    | Nadine Rieder      | Antonia Daubermann |
| 2019 | Elisabeth Brandau -2-    | Antonia Daubermann | Adelheid Morath    |
| 2018 | Elisabeth Brandau        | Nadine Rieder      | Adelheid Morath    |
| 2017 | Sabine Spitz -14-        | Helen Grobert      | Adelheid Morath    |
| 2016 | Sabine Spitz -13-        | Helen Grobert      | Elisabeth Brandau  |
| 2015 | Helen Grobert            | Hanna Klein        | Adelheid Morath    |
| 2014 | Adelheid Morath          | Sabine Spitz       | Helen Grobert      |
| 2013 | Sabine Spitz -12-        | Elisabeth Brandau  | Silke Schmidt      |
| 2012 | Sabine Spitz -11-        | Adelheid Morath    | Silke Schmidt      |
| 2011 | Sabine Spitz -10-        | Elisabeth Brandau  | Adelheid Morath    |
| 2010 | Sabine Spitz -9-         | Anja Gradl         | Hanna Klein        |
| 2009 | Sabine Spitz -8-         | Adelheid Morath    | Hanna Klein        |
| 2008 | Sabine Spitz -7-         | Ivonne Kraft       | Adelheid Morath    |
| 2007 | Hanka Kupfernagel -2-    | Sabine Spitz       | Nina Göhl          |
| 2006 | Sabine Spitz -6-         | Nina Göhl          | Hanka Kupfernagel  |
| 2005 | Sabine Spitz -5-         | Nina Göhl          | Ivonne Kraft       |
| 2004 | Sabine Spitz -4-         | Ivonne Kraft       | Sandra Klose       |
| 2003 | Sabine Spitz -3-         | Nina Göhl          | Sandra Klose       |
| 2002 | Sabine Spitz -2-         | Katrin Schwing     | Regina Marunde     |
| 2001 | Sabine Spitz             | Katrin Schwing     | Helga Weiß         |
| 2000 | Hedda zu Putlitz -3-     | Regina Marunde     | Sabine Spitz       |
| 1999 | Hedda zu Putlitz -2-     | Helga Weiß         | Sabine Spitz       |
| 1998 | Hedda zu Putlitz -1-     | Sabine Spitz       | Helga Weiß         |
| 1997 | Regina Marunde -2-       | Nora Rösch         | Hedda zu Putlitz   |
| 1996 | Regina Marunde -1-       | Maria Knust        | Hedda zu Putlitz   |
| 1995 | Hanka Kupfernagel-Wittig | Nora Rösch         | Susanne Alfes      |
| 1994 | Maria Knust              | Regina Marunde     | Susanne Alfes      |
| 1993 | Regina Stiefl -2-        | Bettina Weßling    | Hedda zu Putlitz   |
| 1992 | Susi Buchwieser -2-      | Regina Stiefl      | Anja Mozes         |
| 1991 | Regina Stiefl -1-        | Susi Buchwieser    | Vera Wasmuth       |
| 1990 | Susi Buchwieser -1-      | Regina Stiefl      | Maria Knust        |

## Cross-Country Short Track

### Palmarès Männer
| Jahr | Meister           | Vize              | Dritter           |
| ---- | ----------------- | ----------------- | ----------------- |
| 2024 | Leon Kaiser       | David List        | Maximilian Brandl |
| 2023 | Maximilian Brandl | David List        | Leon Kaiser       |
| 2022 | Luca Schwarzbauer | Maximilian Brandl | David List        |

### Palmarès Frauen
| Jahr | Meisterin             | Vize           | Dritte         |
| ---- | --------------------- | -------------- | -------------- |
| 2024 | Lia Schrievers        | Kira Böhm      | Ronja Eibl     |
| 2023 | Leonie Daubermann -2- | Sina van Thiel | Lia Schrievers |
| 2022 | Leonie Daubermann     | Finja Lipp     | Nadine Rieder  |

## MTB-Marathon

### Palmarès Männer
| Jahr | Meister             | Vize              | Dritter          |
| ---- | ------------------- | ----------------- | ---------------- |
| 2024 | Andreas Seewald     | Jakob Hartmann    | Lukas Baum       |
| 2023 | Andreas Seewald     | Martin Frey       | Simon Stiebjahn  |
| 2022 | Andreas Seewald     | Simon Schneller   | Sascha Weber     |
| 2021 | Luca Schwarzbauer   | Sascha Weber      | David List       |
| 2020 | David List          | Luca Schwarzbauer | Simon Schneller  |
| 2019 | Sascha Weber        | Julian Schelb     | Simon Stiebjahn  |
| 2018 | Julian Schelb       | Markus Kaufmann   | Simon Stiebjahn  |
| 2017 | Markus Bauer        | Simon Stiebjahn   | Markus Kaufmann  |
| 2016 | Markus Kaufmann -2- | Sascha Weber      | Peter Hermann    |
| 2015 | Karl Platt -2-      | Simon Stiebjahn   | Markus Kaufmann  |
| 2014 | Tim Böhme           | Markus Kaufmann   | Jochen Käß       |
| 2013 | Robert Mennen       | Markus Bauer      | Simon Siebjahn   |
| 2012 | Markus Kaufmann     | Robert Mennen     | Hannes Genze     |
| 2011 | Moritz Milatz       | Karl Platt        | Hannes Genze     |
| 2010 | Jochen Käß -3-      | Moritz Milatz     | Wolfram Kurschat |
| 2009 | Jochen Käß -2-      | Tim Böhme         | Stefan Sahm      |
| 2008 | Karl Platt          | Stefan Sahm       | Hannes Genze     |
| 2007 | Jochen Käß          | Tim Böhme         | Torsten Marx     |
| 2006 | Hannes Genze -2-    | Stefan Sahm       | Thomas Nicke     |
| 2005 | Lado Fumić          | Wolfram Kurschat  | Benjamin Rudiger |
| 2004 | Hannes Genze        | Moritz Milatz     | Andreas Strobel  |

### Palmarès Frauen
| Jahr | Meisterin             | Vize                 | Dritte               |
| ---- | --------------------- | -------------------- | -------------------- |
| 2024 | Leonie Daubermann     | Lia Schrievers       | Luisa Daubermann     |
| 2023 | Tanja Priller         | Bettina Janas        | Svenja Betz          |
| 2022 | Adelheid Morath       | Sina van Thiel       | Vanessa Schmidt      |
| 2021 | Nadine Rieder         | Luisa Daubermann     | Franziska Koch       |
| 2020 | Nadine Rieder         | Leonie Daubermann    | Laura Philipp        |
| 2019 | Janine Schneider      | Nadine Rieder        | Sabine Spitz         |
| 2018 | Sabine Spitz -5-      | Silke Ulrich         | Kim Ames             |
| 2017 | Silke Ulrich -4-      | Elisabeth Brandau    | Stefanie Dohrn       |
| 2016 | Silke Ulrich -3-      | Stefanie Dohrn       | Bettina Janas        |
| 2015 | Sabine Spitz -4-      | Silke Ulrich         | Elisabeth Brandau    |
| 2014 | Silke Ulrich -2-      | Hanna Klein          | Katrin Schwing       |
| 2013 | Silke Ulrich          | Sabine Spitz         | Elisabeth Brandau    |
| 2012 | Elisabeth Brandau -3- | Silke Schmidt        | Birgit Söllner       |
| 2011 | Elisabeth Brandau -2- | Mailin Franke        | Nina Gäßler          |
| 2010 | Sabine Spitz -3-      | Birgit Söllner       | Ivonne Kraft         |
| 2009 | Adelheid Morath       | Barbara Kaltenhauser | Ivonne Kraft         |
| 2008 | Elisabeth Brandau     | Adelheid Morath      | Anja Gradl           |
| 2007 | Kathrin Schwing       | Adelheid Morath      | Kerstin Brachtendorf |
| 2006 | Nina Göhl             | Sabine Spitz         | Adelheid Morath      |
| 2005 | Sabine Spitz -2-      | Nina Göhl            | Adelheid Morath      |
| 2004 | Sabine Spitz          | Alexandra Rosenstil  | Katrin Helmcke       |

## Cross-Country Eliminator

### Palmarès Männer
| Jahr      | Meister               | Vize              | Dritter            |
| --------- | --------------------- | ----------------- | ------------------ |
| 2024      | Louis Krauss          | Felix Klausmann   | Nils-Obed Riecker  |
| 2023      | Felix Klausmann -2-   | Stephan Mayer     | Marlon Uhl         |
| 2020–2022 | nicht ausgetragen     | nicht ausgetragen | nicht ausgetragen  |
| 2019      | Felix Klausmann       | Silas Graf        | Lars Hemmerling    |
| 2018      | Simon Gegenheimer -4- | David Horvath     | Julian Schelb      |
| 2017      | Simon Stiebjahn -2-   | David Horvath     | Julian Schelb      |
| 2016      | Simon Gegenheimer -3- | David Horvath     | Toni Partheymüller |
| 2015      | David Horvath         | Simon Stiebjahn   | Felix Klausmann    |
| 2014      | Simon Stiebjahn       | Markus Bauer      | Heiko Gutmann      |
| 2013      | Simon Gegenheimer -2- | Christian Pfäffle | Andy Eyring        |
| 2012      | Simon Gegenheimer     | Christian Pfäffle | Andy Eyring        |

### Palmarès Frauen
| Jahr      | Meisterin             | Vize              | Dritte             |
| --------- | --------------------- | ----------------- | ------------------ |
| 2024      | Marion Fromberger -2- | Jana Lohrmann     | Antonia Daubermann |
| 2023      | Marion Fromberger     | Lia Schrievers    | Lina Huber         |
| 2020–2022 | nicht ausgetragen     | nicht ausgetragen | nicht ausgetragen  |
| 2019      | Lia Schrievers -2-    | Nadine Rieder     | Kim Ames           |
| 2018      | Lia Schrievers        | Marion Fromberger | Nadine Rieder      |
| 2017      | Clara Brehm           | Lena Putz         | Susann Frey        |
| 2016      | Nadine Rieder -2-     | Lena Putz         | Lena Wehrle        |
| 2015      | Nadine Rieder         | Majlen Müller     | Hannah Grobert     |
| 2014      | Sabine Spitz          | Lena Putz         | Nadine Rieder      |
| 2013      | Veronika Brüchle      | Saskia Hauser     | Nadine Rieder      |
| 2012      | Elisabeth Brandau     | Veronika Brüchle  | Helen Grobert      |

## Downhill

### Palmarès Männer
| Jahr | Meister                | Vize               | Dritter            |
| ---- | ---------------------- | ------------------ | ------------------ |
| 2024 | Henri Kiefer           | Hannes Lehmann     | Julian Steiner     |
| 2023 | Henri Kiefer           | Max Hartenstern    | Hannes Lehmann     |
| 2022 | Max Hartenstern -6-    | Johannes Fischbach | Erik Irmisch       |
| 2021 | Simon Maurer           | Max Hartenstern    | Felix Bauer        |
| 2020 | Max Hartenstern -5-    | Hannes Lehmann     | Nico Lamm          |
| 2019 | Max Hartenstern -4-    | Joshua Barth       | Till Ulmschneider  |
| 2018 | Max Hartenstern -3-    | Christian Textor   | Joshua Barth       |
| 2017 | Max Hartenstern -2-    | Benny Strasser     | Jasper Jauch       |
| 2016 | Max Hartenstern        | Julius Sauer       | Hendrik Peters     |
| 2015 | Johannes Fischbach -3- | Jasper Jauch       | Benny Strasser     |
| 2014 | Johannes Fischbach -2- | Janik Rebmann      | Marcus Klausmann   |
| 2013 | Marcus Klausmann -13-  | Johannes Fischbach | Christian Textor   |
| 2012 | Johannes Fischbach     | Benny Strasser     | Andreas Sieber     |
| 2011 | Benny Strasser         | Noah Grossmann     | André Wagenknecht  |
| 2010 | Marcus Klausmann -12-  | Andreas Sieber     | Josua Hein         |
| 2009 | Marcus Klausmann -11-  | Maximilian Bender  | Frank Schneider    |
| 2008 | André Wagenknecht      | Andreas Sieber     | Benny Strasser     |
| 2007 | Marcus Klausmann -10-  | Andreas Sieber     | Frank Schneider    |
| 2006 | Marcus Klausmann -9-   | Frank Schneider    | Daniel Schmieder   |
| 2005 | Marcus Klausmann -8-   | André Wagenknecht  | David Schatzki     |
| 2004 | Marcus Klausmann -7-   | Frank Schneider    | Andreas Sieber     |
| 2003 | Marcus Klausmann -6-   | Sascha Ehrmann     | Andreas Sieber     |
| 2002 | Marcus Klausmann -5-   | Frank Schneider    | Stefan Kudella     |
| 2001 | Stefan Kudella         | Marcus Klausmann   | Frank Schneider    |
| 2000 | Marcus Klausmann -4-   | Markus Bast        | Nathaniel Goiny    |
| 1999 | Marcus Klausmann -3-   | Markus Bast        | Dennis Stratmann   |
| 1998 | Marcus Klausmann -2-   | Guido Tschugg      | Stefan Herrmann    |
| 1997 | Marcus Klausmann       | Bernhard Watzke    | Mario Thoma        |
| 1996 | Jürgen Beneke -3-      | Christian Lemmerz  | Wolfgang Groß      |
| 1995 | Jürgen Beneke -2-      | Stefan Herrmann    | Wolfgang Groß      |
| 1994 | Jürgen Beneke          | Stefan Herrmann    | Peter Stiefl       |
| 1993 | Jürgen Sprich          | Jens Winterhalder  | Wolfgang Ebersbach |

### Palmarès Frauen
| Jahr | Meisterin            | Vize                  | Dritte                |
| ---- | -------------------- | --------------------- | --------------------- |
| 2024 | Raphaela Richter -3- | Helen Weber           | Hanna Blochberger     |
| 2023 | Nina Hoffmann -5-    | Justine Welzel        | Anna-Charlotte German |
| 2022 | Nina Hoffmann -4-    | Anna-Charlotte German | Justine Welzel        |
| 2021 | Nina Hoffmann -3-    | Justine Welzel        | Maxi Kuchling         |
| 2020 | Nina Hoffmann -2-    | Sandra Rübesam        | Justine Welzel        |
| 2019 | Raphaela Richter -2- | Sandra Rübesam        | Katrin Stöhr          |
| 2018 | Nina Hoffmann        | Raphaela Richter      | Sandra Rübesam        |
| 2017 | Raphaela Richter     | Sandra Rübesam        | Nina Hoffmann         |
| 2016 | Sandra Rübesam       | Kim Schwemmer         | Harriet Rücknagel     |
| 2015 | Sandra Rübesam       | Maria Franke          | Katrin Karkhof        |
| 2014 | Harriet Rücknagel    | Nicole Beege          | Steffi Marth          |
| 2013 | Harriet Rücknagel    | Kim Schwemmer         | Sandra Rübesam        |
| 2012 | Harriet Rücknagel    | Nicole Beege          | Sandra Rübesam        |
| 2011 | Harriet Rücknagel    | Nicole Beege          | Sandra Rübesam        |
| 2010 | Harriet Rücknagel    | Sandra Rübesam        | Nicole Beege          |
| 2009 | Antje Kramer         | Harriet Rücknagel     | Nicole Beege          |
| 2008 | Antje Kramer         | Harriet Rücknagel     | Sandra Rübesam        |
| 2007 | Antje Kramer         | Harriet Rücknagel     | Sandra Rübesam        |
| 2006 | Antje Kramer         | Harriet Rücknagel     | Regine Ullrich        |
| 2005 | Antje Kramer         | Luise Siegfried       | Christiane Rumpf      |
| 2004 | Antje Kramer         | Christiane Rumpf      | Isabell Weiss         |
| 2003 | Antje Kramer         | Christiane Rumpf      | Sonja Granzow         |
| 2002 | Sonja Granzow        | Christiane Rumpf      | Anja Jerenko          |
| 2001 | Christiane Rumpf     | Sonja Granzow         | Anja Jerenko          |
| 2000 | Britta Kobes         | Maren Jüllich         | Christiane Rumpf      |
| 1999 | Maren Jüllich        | Petra Winterhalder    | Regina Stiefl         |
| 1998 | Regina Stiefl        | Maren Jüllich         | Petra Winterhalder    |
| 1997 | Britta Kobes         | Petra Winterhalder    | Maren Jüllich         |
| 1996 | Regina Stiefl        | Britta Kobes          | Petra Winterhalder    |
| 1995 | Regina Stiefl        | Britta Kobes          | Tanja Nehme           |
| 1994 | Regina Stiefl        | Laura Burckhardt      | Petra Winterhalder    |
| 1993 | Hedda zu Putlitz     | Regina Marunde        | Viola Borgmeier       |

## Enduro

### Palmarès Männer
| Jahr | Meister                | Vize                   | Dritter           |
| ---- | ---------------------- | ---------------------- | ----------------- |
| 2024 | Christian Textor -6-   | Torben Drach           | Oskar Flake       |
| 2023 | Torben Drach -1-       | Christian Textor       | Kevin Lindner     |
| 2022 | Christian Textor -5-   | Petrik Kardinar        | Torben Drach      |
| 2021 | Christian Textor -4-   | Lauritz Herrmann       | Max Pfeil         |
| 2020 | nicht ausgetragen      | nicht ausgetragen      | nicht ausgetragen |
| 2019 | Christian Textor -3-   | Fabian Heim            | Felix Heine       |
| 2018 | Christian Textor -2-   | Leonhard Putzenlechner | Fabian Heim       |
| 2017 | Leonhard Putzenlechner | Christian Textor       | André Kleindienst |
| 2016 | Christian Textor       | Fabian Scholz          | Erik Irmisch      |
| 2015 | Fabian Scholz          | Markus Reiser          | Tobias Reiser     |
| 2014 | André Wagenknecht      | Tobias Reiser          | Markus Reiser     |

### Palmarès Frauen
| Jahr | Meisterin            | Vize              | Dritte            |
| ---- | -------------------- | ----------------- | ----------------- |
| 2024 | Raphaela Richter -8- | Helen Weber       | Laura Zeitschel   |
| 2023 | Raphaela Richter -7- | Helen Weber       | Veronika Sepp     |
| 2022 | Raphaela Richter -6- | Helen Weber       | Sofia Wiedenroth  |
| 2021 | Raphaela Richter -5- | Nina Hoffmann     | Tanja Naber       |
| 2020 | nicht ausgetragen    | nicht ausgetragen | nicht ausgetragen |
| 2019 | Raphaela Richter -4- | Ines Thoma        | Sofia Wiedenroth  |
| 2018 | Raphaela Richter -3- | Sofia Wiedenroth  | Veronika Brüchle  |
| 2017 | Raphaela Richter -2- | Ines Thoma        | Veronika Brüchle  |
| 2016 | Raphaela Richter     | Sandra Rübesam    | Veronika Brüchle  |
| 2015 | Franziska Meyer      | Ines Thoma        | Chiara Eberle     |
| 2014 | Ines Thoma           | Sofia Wiedenroth  | Raphaela Richter  |

## 4-Cross/Dual Slalom
Dual Slalom bis 2002

### Palmarès Männer
| Jahr      | Meister                | Vize               | Dritter           |
| --------- | ---------------------- | ------------------ | ----------------- |
| 2023      | Leonard Hermes         | Kevin Kern         | Erik Emmrich      |
| 2020–2022 | nicht ausgetragen      | nicht ausgetragen  | nicht ausgetragen |
| 2019      | Benedikt Last -5-      | Klaus Beige        | Erik Emmrich      |
| 2018      | Alexander Musall       | Klaus Decker       | Adriean Hanko     |
| 2017      | Benedikt Last -4-      | Jonas Gauss        | Klaus Beige       |
| 2016      | Benedikt Last -3-      | Klaus Beige        | Jonas Gauss       |
| 2015      | Johannes Fischbach -5- | Benedikt Last      | Axel Flakowski    |
| 2014      | Benedikt Last -2-      | Jonas Gauss        | Stefan Scherz     |
| 2013      | Benedikt Last          | Marc Oppermann     | Aiko Göhler       |
| 2012      | Marko Runst            | Petrik Brückner    | Aiko Göhler       |
| 2011      | Johannes Fischbach -4- | Klaus Beige        | Guido Tschugg     |
| 2010      | Johannes Fischbach -3- | Aiko Göhler        | Nico Seidel       |
| 2009      | nicht ausgetragen      | nicht ausgetragen  | nicht ausgetragen |
| 2008      | Johannes Fischbach -2- | Guido Tschugg      | Thomas Schäfer    |
| 2007      | Johannes Fischbach     | Sascha Meyenborg   | Sascha Baier      |
| 2006      | nicht ausgetragen      | nicht ausgetragen  | nicht ausgetragen |
| 2005      | Thomas Schäfer         | Johannes Fischbach | Gregor Alf        |
| 2004      | Guido Tschugg -4-      | Thomas Schäfer     | Enrico Schaumburg |
| 2003      | Sascha Meyenborg       | Guido Tschugg      | Arne Tschugg      |
| 2002      | Guido Tschugg -3-      | Marcus Klausmann   |                   |
| 2001      | Guido Tschugg -2-      | David Schatzki     | Frank Schneider   |
| 2000      | Marcus Klausmann       |                    |                   |
| 1999      | Karl-Heinz Boost       | Heiko Hirzbruch    | Elmar Keineke     |
| 1998      | Guido Tschugg -1-      | Ralf Schupp        | Joachim Haus      |

### Palmarès Frauen
| Jahr      | Meisterin           | Vize               | Dritte                 |
| --------- | ------------------- | ------------------ | ---------------------- |
| 2023      | Jessica Benz        | Elena Schnele      | Laura Kern             |
| 2020–2022 | nicht ausgetragen   | nicht ausgetragen  | nicht ausgetragen      |
| 2019      | Raphaela Richter    | Laura Küderle      | Nicol Schwadke         |
| 2018      | Steffi Marth -4-    | Franziska Meyer    | Raphaela Richter       |
| 2017      | Franziska Meyer -2- | Jessica Schmulbach | Amelia Mauz            |
| 2016      | Franziska Meyer     | Jessica Schmulbach | Katrin Karkhof         |
| 2015      | Katrin Karkhof      | Julia Lackas       | Jessica Schmulbach     |
| 2014      | Laura Brethauer -2- | Lisa Schaub        | Julia Lackas           |
| 2013      | Laura Brethauer     | Tanja Hendrysiak   | Anna Börschig          |
| 2012      | Steffi Marth -3-    | Laura Brethauer    | Anna Börschig          |
| 2011      | Steffi Marth -2-    | Laura Brethauer    | Anna Börschig          |
| 2010      | Steffi Marth        | Laura Brethauer    | Dana Elena Schweika    |
| 2009      | nicht ausgetragen   | nicht ausgetragen  | nicht ausgetragen      |
| 2008      | Steffi Marth        | Laura Brethauer    | Sonja Granzow          |
| 2007      | Sonja Granzow       | Laura Brethauer    | Stephanie Teltscher    |
| 2006      | nicht ausgetragen   | nicht ausgetragen  | nicht ausgetragen      |
| 2005      | Elfriede Lehmann    | Sonja Granzow      | Anja Jerenko           |
| 2004      | Marissa Erbrich     | Dorit Hasselberg   | Stefanie Steinkirchner |
| 2003      | Dorit Hasselberg    | Sonja Granzow      | Marissa Erbrich        |
| 2002      | Anja Jerenko        | Dorit Hasselberg   | Melanie Kardinar       |
| 2001      | Anja Jerenko        | Sonja Granzow      | Dorit Hasselberg       |
| 2000      | nicht ausgetragen   | nicht ausgetragen  | nicht ausgetragen      |
| 1999      | Ulrike Hamma        | Elfriede Lehmann   | Isabell Weiß           |
| 1998      | Ulrike Hamma        | Angelika Stolle    | Stefanie Hasselbeck    |

## Pumptrack

### Palmarès Männer
| Jahr | Meister       | Vize          | Dritter        |
| ---- | ------------- | ------------- | -------------- |
| 2024 | Vincent Haaga | Fritz Rose    | Markus Baur    |
| 2023 | Luca Eckhardt |               |                |
| 2022 | Philip Schaub | Luca Eckhardt | Samuel Schoger |

### Palmarès Frauen
| Jahr | Meisterin       | Vize               | Dritte            |
| ---- | --------------- | ------------------ | ----------------- |
| 2024 | Alina Beck      | Anika Pysk         | Enna Darsow       |
| 2023 | Anika Pysk      |                    |                   |
| 2022 | Laura Brethauer | Jessica Schmulbach | Emelie Holdenried |

## E-MTB

### Palmarès Männer
| Jahr | Meister      | Vize         | Dritter         |
| ---- | ------------ | ------------ | --------------- |
| 2023 | Rico Libesch | Heiko Hog    | Hannes Herrmann |
| 2020 | Jochen Käß   | Sönke Wegner | Sven Baumann    |

### Palmarès Frauen
| Jahr | Meisterin        | Vize               | Dritte           |
| ---- | ---------------- | ------------------ | ---------------- |
| 2023 | Sofia Wiedenroth | Antonia Daubermann | Karla Ruh        |
| 2020 | Alina Bähr       | Janina Baumann     | Ariane Blaschzyk |